# Seznam politických stran v Řecku
Seznam politických stran v Řecku v roce 2015.
| Strana                                | Počet křesel před vobami 2015 | Počet křesel po volbách 2015 | Rozdíl v počtu křesel před volbami a po volbách 2015 |
| ------------------------------------- | ----------------------------- | ---------------------------- | ---------------------------------------------------- |
| Komunistická strana Řecka KKE         | 12                            | 15                           | +3                                                   |
| Koalice radikální levice SYRIZA       | 71                            | 149                          | +78                                                  |
| Demokratická levice DIMAR             | 9                             | 0                            | -9                                                   |
| Nezávislí                             | 25                            | 0                            | -25                                                  |
| Panhelénské socialistické hnutí PASOK | 28                            | 13                           | -15                                                  |
| Řeka Potami                           | 0                             | 17                           | +17                                                  |
| Nová demokracie ND                    | 127                           | 76                           | -51                                                  |
| Nezávislí Řekové ANEL                 | 12                            | 13                           | +1                                                   |
| Zlatý úsvit                           | 16                            | 17                           | +1                                                   |